# Yuval
Yuval ist ein geschlechtsneutraler Vorname.

## Herkunft und Bedeutung
Beim Namen handelt es sich um die englische bzw. internationale Transkription des hebräischen Namens יוּבָל jūwāl. Er bedeutet vermutlich „Ertrag“, kann aber auch von einer anderen, unbekannten Wurzel abgeleitet sein. Die phonetische Ähnlichkeit zur hebräischen Vokabel für „Widderhorn“ ist vermutlich gewollt.

## Varianten
- Deutsch: Jubal, Juval, Juwal
- Englisch: Jubal
- Griechisch: Ἰουβάλ Iubál
- Hebräisch: יוּבָל jūwāl

## Verbreitung
In Israel hat sich der Name unter den 100 beliebtesten Vornamen etabliert. Dabei wird er häufiger an Mädchen (Rang 28, Stand 2019) als an Jungen (Rang 61, Stand 2019) vergeben.

## Namensträger

### Jubal
- Jubal, in der Bibel der jüngste Sohn des Lamech und seiner Frau Ada
- Jubal Anderson Early (1816–1894), US-amerikanischer Offizier der Konföderierten

### Juval
- Juval Diskin (* 1956), ehemaliger Chef des israelischen Geheimdienstes Schin Bet
- Juval Ne’eman (1925–2006), israelischer Physiker und Politiker

### Yuval
- Yuval Amihai (* 1981), israelischer Jazzmusiker (Gitarre, Komposition)
- Yuval Bronshtein (* 1984), israelischer Pokerspieler
- Yuval Cohen (* 1973), israelischer Jazz-Sopransaxophonist, Bandleader und Komponist
- Yuval Flicker (* 1955), israelisch-US-amerikanischer Mathematiker
- Yuval Lapide (* 1961), jüdischer Religionswissenschaftler
- Yuval Noah Harari (* 1976), israelischer Historiker
- Yuval Peres (* 1963), israelischer Mathematiker
- Yuval Ron (* 1980), israelischer Musiker und Komponist
- Yuval Raphael (* 2000), israelische Sängerin
- Yuval Rosenthal (* 1995), israelischer Eishockeyspieler
- Yuval Rotem (* 1959), israelischer Diplomat
- Yuval Sharon (* 1979), US-amerikanischer Opern- und Theaterregisseur
- Yuval Steinitz (* 1958), israelischer Politiker
- Yuval Weinberg (* 1990), israelischer Chorleiter und Dirigent

### Familienname
- Israel Yuval (* 1949), jüdischer Gelehrter und Religionsphilosoph
- Peter Yuval, US-amerikanischer Regisseur

## Weitere Namensverwendung
- Juval (Moschaw), ein Moschaw in Israel